# Mobilní dům

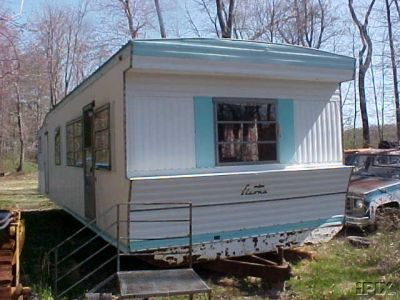
Americký mobilní domek z 60. let 20. století

Mobilní dům je nemotorové přípojné vozidlo pro volný čas umožňující transport z místa na místo.

## Historie a využití
Móda mobilního bydlení začala již ve 20. století v USA, a to především kvůli nutnosti často cestovat za prací. V průběhu vývoje se stávaly z karavanů tří i vícepokojové mobilní domy. Do Evropy se mobilní bydlení dostalo až během posledních let.
Mobilní bydlení se používá zejména jako:
- první bydlení pro mladé rodiny
- rekreační bydlení u vody, na horách, nebo kdekoliv jinde
- přechodné bydlení na stavbách
- zázemí pro rybáře, myslivce a jiné zájmové skupiny
- trvalé bydlení pro seniory na vlastním pozemku a v přírodě

Mobilní domy jako takové jsou alternativou pro sezónní bydlení nebo rekreaci. Pro využití k trvalému bydlení je však nutné je zateplit. I mobilní domy s dvojitými okny a centrálním topením, které jsou často prezentovány jako „mobilní domy celoroční“, je potřeba ve středoevropských povětrnostních podmínkách z důvodu spotřeby energií zateplit. Zateplené mobilní domy pak mohou být alternativou pro bydlení nebo podnikání ve všech ročních obdobích.
Nízkoenergetické a pasivní mobilní domy mohou rovněž vycházet z myšlenky „modulární prefabrikace stavebních dílců“ a oproti běžné výstavbě vynikají především svými nižšími pořizovacími náklady, rychlostí výstavby a nízkými nároky na energetické vstupy. Koncept modulárního objektu tak vyniká vlastností „mobility“.

## Mobilní domy v Česku
Mobilní domy (mobilheimy, neboli také mobilhomes) jsou vyráběny podle technických norem pro obytná vozidla pro volný čas – EN ČSN 1949, 721, 1647 a jsou opatřeny ocelovým podvozkem s odnímatelnou ojí ISO 50 (klasické závěsné zařízení za osobní automobil). Mobilní domy (mobilheimy) proto spadají pod silniční zákon (56/2001 Sb.) nikoli zákon stavební a jsou-li používány k účelu, k němuž byly určeny, „není potřeba stavebního povolení ani jinému ohlášení stavebnímu úřadu“.